# لغة بيشنوبريا مانيبورية

لقطة شاشة من الصفحة الرئيسية لموسوعة البشنوبريوية.

اللغة البشنوبريوية أو لغة بيشنوبريا أو لغة بيشنوبريا مانيبورية, (بالإنجليزية The Bishnupriya or Bishnupriya Manipuri ) وباللغة البشنوبريوية بالكتابة البنغالية (ইমার ঠার/বিষ্ণুপ্রিয়া মণিপুরী). وهي إحدى اللغات الهندية أوروبية، لغات هندية إيرانية من أصل1=هندية آرية وأصل2=هندية غربية وأصل3= لغات بنغالية آسامية إلى «بيشنوبريا مانيبورية».
وهي لغة منطوقة أو تستعمل في أجزاء من ولايات هندية أهمها ولاية أسام، وولاية ترايبورا وولاية مانيبور كما تتواجد في بنغلاديش وبورما.
وطريقة النطق هي قريبة جدا من الكتابة البنغالية.

## الأبجدية
اللغة البشنوبريوية لها أبجديتها الخاصة وهي تتشابه إن لم نقل مماثلة تقريبا مع الكتابة بنغالية والأسامية وهو ) نظام كتابة براهمي.
علالمات حروف العلة : া ি ী ু ূ ৃ ে ৈ ো ৌ
علامات التشكيل: ৼ ং ঃ ঁ
حروف العلة المستقلة: অ আ ই ঈ উ ঊ এ ঐ ও ঔ
الحروف الساكنة: ক খ গ ঘ ঙ ছ জ ঝ ঞ ট ঠ ড ঢ ণ ত থ দ ধ ন প ফ ব ম য র ল শ ষ স হ ড় ঢ় য় ৱ
أرقام:০ ১ ২ ৩ ৪ ৫ ৬ ৭ ৮ ৯

## إحصاءات
- 295,000 في ولاية أسام[1]
- 121,000 في ميغالايا,ترايبورا، أروناجل برديش، ميزورام، [2]
- 1,457 في مانيبور، بشنبور, مانيبور, Ningthoukhong [3]
- 5,000 في مانيبور Manipur ( جيربان Jiribam Subdivision)[4]
- 5,000 في نيودلهي، غرب البنغال, Maharashtra, Jharkhand, Sikkim and ومناطق هندية أخرى
- 40,000 في بنغلاديش [5]
- 2,000 : في بورما, الولايات المتحدة الأمريكية، بريطانيا, كندا، أستراليا, الفلبين، الشرق الأوسط إلخ.

## على ويكيبيديا
تم إنجاز مشروع لغة بيشنوبريا مانيبورية على ويكيميديا وهي نسخة ويكيبيديا البيشنوبريا مانيبورية (بالبيشنوبريا مانيبورية:উইকিপিডিয়া) من موسوعة ويكيبيديا، وتكتب بالأبجدية البنغالية. انطلقت في نونبر 2006م.

## موضوعات متعلقة
- ويكيبيديا البيشنوبريا مانيبورية